# Agni (dieu)
Pour les articles homonymes, voir Agni.

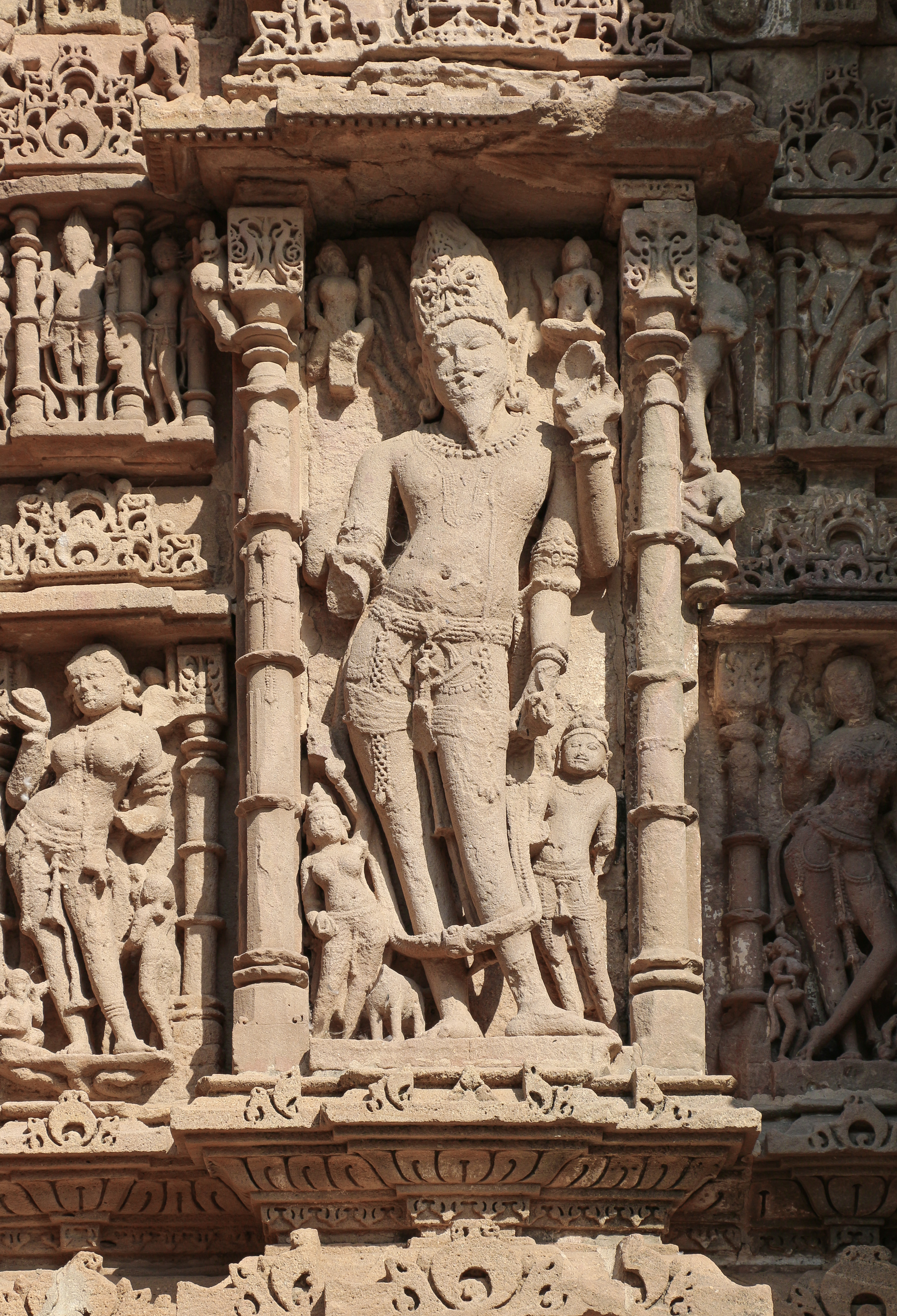
Sculpture de Agni au temple de Sūrya à Modhera.

Agni (sanskrit en devanagari : अग्नि) est l'une des principales puissances agissantes numineuses du védisme, seigneur du feu sacrificiel et du foyer. 
Dans la littérature védique, Agni est un dieu majeur souvent invoqué avec Indra et Soma. Agni est considéré comme la bouche des dieux et des déesses et le support qui leur transmet les offrandes dans un homa (rituel votif).
Dans l'hindouisme, Agni est un des dieux principaux, que l'iconographie représente chevauchant un bélier. Agni est aussi vénéré dans le bouddhisme ésotérique.

## Étymologie
Agni est un mot sanskrit qui signifie « feu » (nom), apparenté au latin ignis, au russe огонь (ogon'), au lituanien ugnis, tous avec le sens de « feu », la reconstruction proto-indo-européenne de la racine étant h₁égni-. Agni se présente sous trois formes : le feu, la foudre et le soleil.

## Védisme

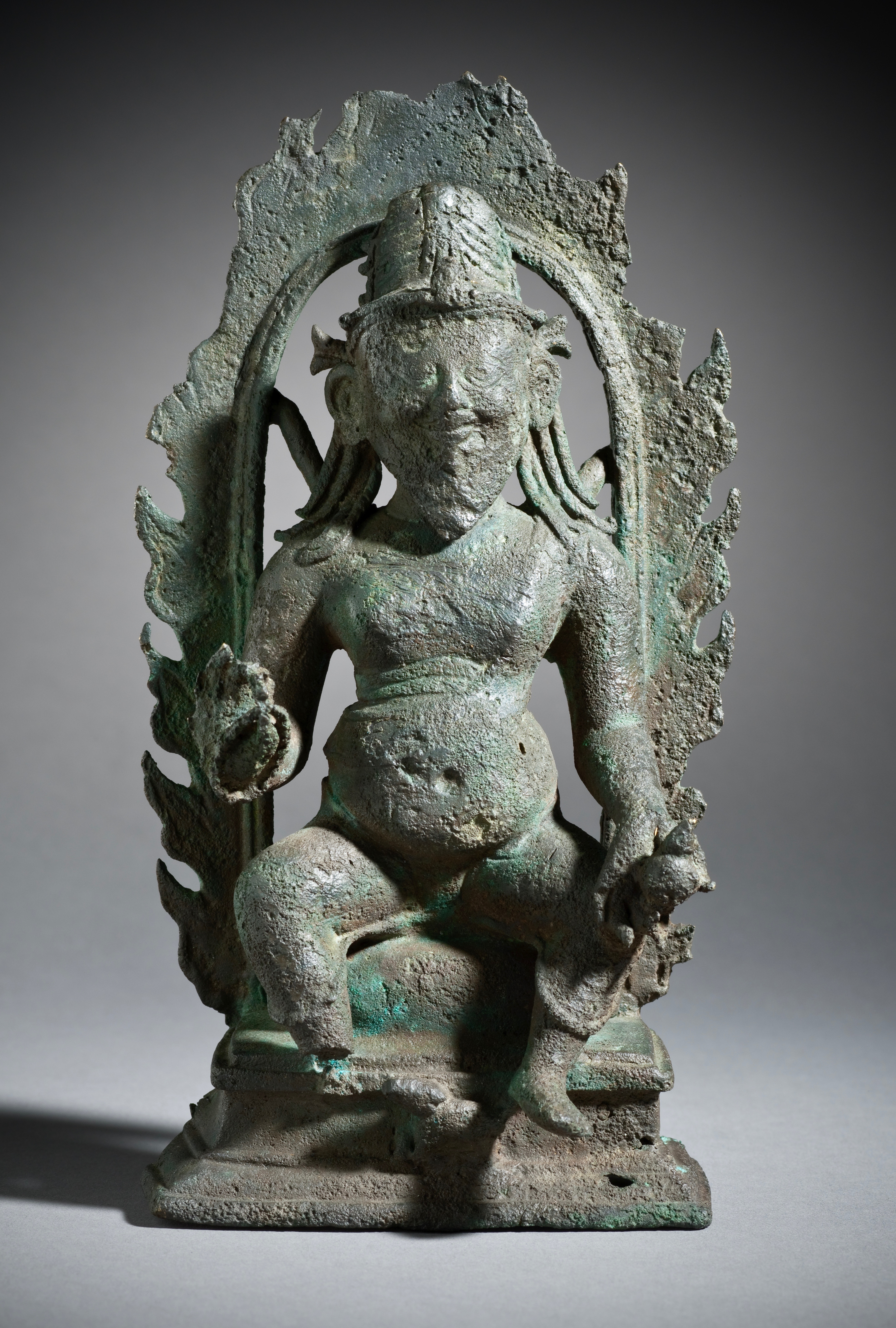
Une sculpture représentant Agni du IXe siècle.

Comme son nom l'indique, l'Agni védique est hérité d'une divinité indo-européenne du feu.
Agni est le premier mot du premier hymne du Rigveda. Il est le directeur suprême des devoirs et des cérémonies religieuses, et paraît comme un messager entre les mortels et les dieux. Les rituels védiques impliquent tous Agni, par exemple, l'Agnicayana, c'est-à-dire l'empilement de l'autel du feu, l'Agnihotra, sacrifiant à Agni.
Agni est présenté comme le seul immortel à l'origine, comme celui qui a conféré l'immortalité aux autres dieux.
Agni est un deva, en second lieu seulement après Indra dans la puissance et l'importance qu'on lui attribue dans la mythologie védique, avec 218 sur 1 028 hymnes du Rig-Veda qui lui sont dédiés. Il est jumeau d'Indra, et donc un fils de Dyaus Pitar et Prithvi. Cependant, il est également dit avoir deux mères (les deux parties de la fosse  utilisé pour allumer le feu) et dix servantes (les doigts de l'homme qui allume le feu) ou encore être deux fois né. Il est l'un des gardiens de la direction, représentant le sud-est.
Feu du foyer domestique, Agni est dit « maître de maison », feu du foyer du village, il est dit « chef du village », feu du foyer tribal « roi ». Comme tout Feu divin, la nature d'Agni est ambivalente. Elle peut être dévoratrice et menaçante comme cela est « clairement exprimée dans les prières accompagnant les rites de crémation. Afin qu’Agni ne dévore le corps du défunt pour lui-même mais qu’il le convoie au monde céleste, un animal est sacrifié puis déposé sur le mort dont le visage est recouvert de l’épiploon ». Agni possède un pouvoir dévastateur qui a été assimilé par les brahmanes à la puissance redoutable du dieu Rudrá,.
Le Rig-Veda dit souvent qu'Agni naît de l'eau ou habite dans les eaux, selon la formule Agni, petit-fils des eaux. Il a peut-être été à l'origine le même qu'Apam Napat, qui est aussi parfois décrit comme un feu naissant de l'eau. Ce formulaire évoque la « duplicité » fondamentale du feu, passant constamment du monde des ténèbres à celui de la lumière (la fuite dans les eaux...).
Agni a également un rôle « civilisateur » : son action civilisatrice est présentée comme la  « brahmanisation » de terres où par le passé les brahmanes ne s'installaient pas, car elles n'avaient pas été « cuites » par le feu Agni. 
Les autres noms employés dans le Rig Veda, épithètes ou aspects d'Agni sont Matarishvan, Jatavedas ou Bharata.
L'or est considéré dans le Véda comme étant le sperme d'Agni. En plusieurs passages du Mahabharata, il est dit fils d'Agni. Dans les deux cas, l'or est l'une des réponses à l'énigme traditionnelle du « feu dans l'eau ».

## Hindouisme

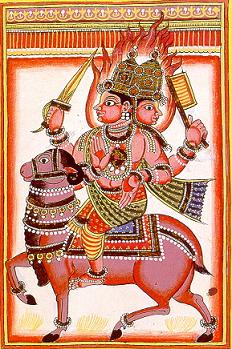
Agni chevauchant son vâhana, le bélier.

Agni chevauche un bélier car c'est l'animal associé au feu, dans le principe des sept chakras majeures de l'hindouisme. Le feu est l'élément attribué à manipura, la troisième chakra. Pour la petite histoire, ram (bélier dans une traduction de l'anglais au français) est le mantra associé à la troisième chakra.
Bhārata est une épithète d'Agni, d'où provient le nom de l'Inde, Bharat, en hindi et en sanskrit (de Bhatatas, une tribu aryenne).
Agni est un dieu trifonctionnel : En tant que dieu du feu, il est à la fois le feu de la purification et du sacrifice, qui permet aux oblations d'être transmises aux dieux, le feu de la guerre et de la fin des temps, qui détruit le monde (mais permet sa régénérescence) et le feu du foyer, qui réchauffe et permet la cuisson des aliments.
Agni est également un des dikpala, le gardien du sud-est.
Dans un mariage hindou, Agni est le témoin principal.
De plus, en médecine ayurvédique (la médecine hindou qui soigne avec des plantes), Agni est un des trois fondamentaux, un des trois repères, une des trois « humeurs » sur lesquelles il faut agir pour atteindre l'équilibre qui donne la santé. Les deux autres sont Sūrya et Vāyu, respectivement le soleil et l'air.

## Dans la culture
- Agni et Rudra sont deux démons jumeaux que Dante doit affronter dans le jeu vidéo Devil May Cry 3, sur PS2 et PS3. Ils représentent le feu et le vent. Après les avoir vaincus, Dante obtient deux sabres élémentaires, qui sont les âmes d'Agni et de Rudra. Ils sont les Boss de fin de la Mission 5, Sabres et Démons.
- Agni fait partie des nombreux dieux cités dans la série de bande dessinée Astérix.
- Agni est également un personnage jouable du jeu vidéo Smite.
- Agni est aussi le nom du personnage principal de Fire Punch.
- L'astéroïde Aton (398188) Agni porte son nom.
- Il est possible que ce soit son nom qui ait inspiré les créateurs de la série Avatar: le dernier maître de l'air pour l'Agni Kai, un duel traditionnel entre maîtres du feu. Sa fonction de seigneur du feu peut également être une référence au titre porté par les souverains de la nation du feu.